# Alexander Italianer

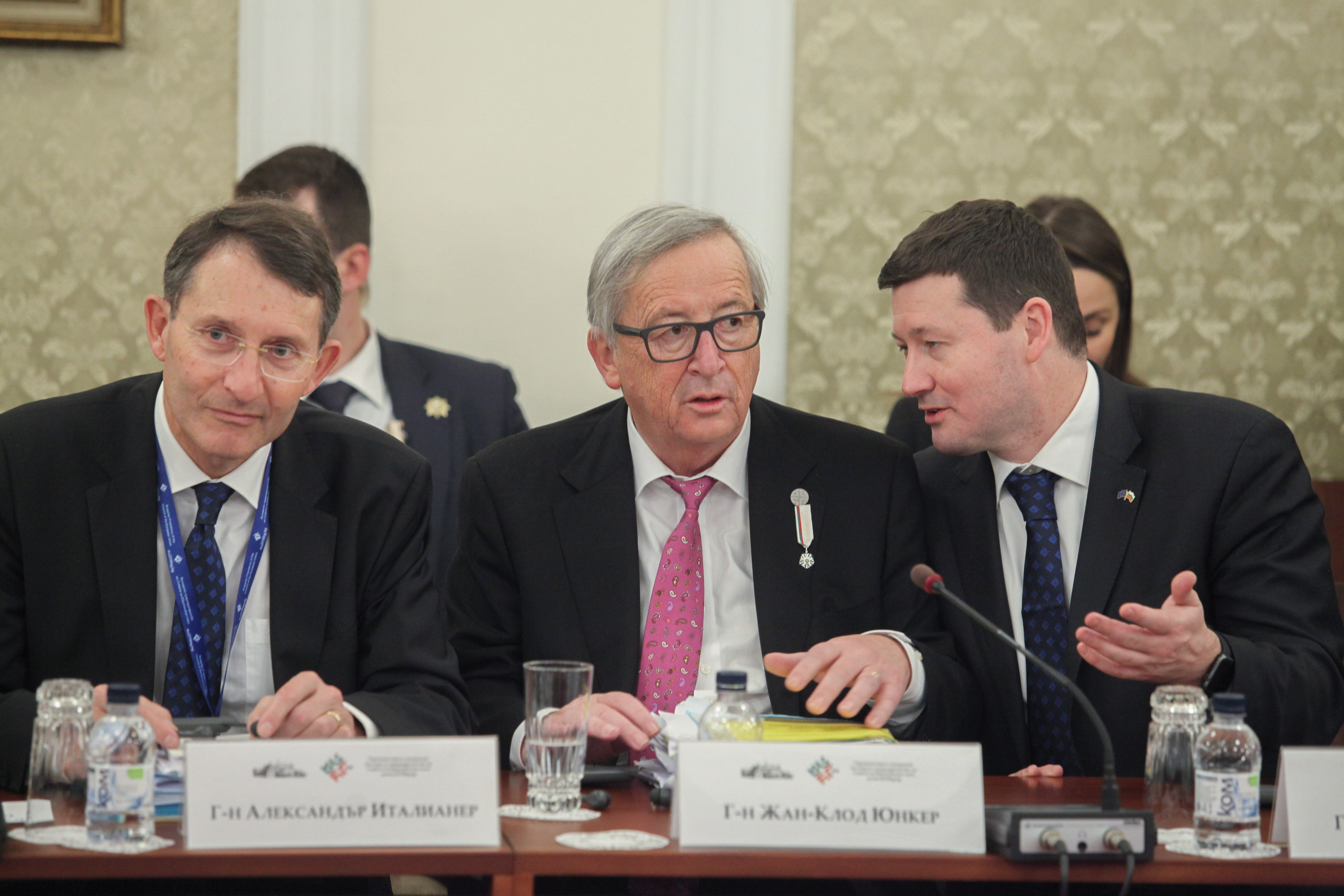
Van links naar rechts: Alexander Italianer, Jean-Claude Juncker en Martin Selmayr (2018).

Alexander Italianer (Londen, 16 maart 1956) is een Nederlands voormalig topambtenaar, die tientallen jaren voor de Europese Commissie gewerkt heeft. In zijn laatste functie was hij secretaris-generaal van de Europese Commissie van 1 september 2015 tot 1 maart 2018. In die functie werd hij onverwacht opgevolgd door Martin Selmayr.

## Biografie
Italianer is een Nederlander. Hij volgde de lagere school in Voorschoten en de middelbare school aan het Stedelijk Gymnasium in Leiden. Hij studeerde econometrie en behaalde in 1980 de doctorandus-titel aan de Rijksuniversiteit Groningen. In 1986 promoveerde hij aan dezelfde universiteit in de economie. Tussen 1980 en 1985 was hij assistent aan de Katholieke Universiteit Leuven. Van 1987 tot 1988 was hij ook gastdocent in de kwantitatieve macro-economie aan de Katholieke Universiteit Brabant.
In 1985 werd hij ambtenaar voor de Europese Commissie. Aanvankelijk was hij adviseur, daarna hoofd van een administratieve eenheid van het directoraat-generaal Economische en Financiële Zaken. Hij werkte in het kabinet van commissievoorzitter Jacques Santer (1995-1999) en was kabinetschef onder commissaris voor Uitbreiding Günter Verheugen (1999-2002). In 2002 werd hij tot directeur benoemd, nog steeds in het directoraat-generaal Economische en Financiële Zaken. In 2004 was hij kabinetschef voor commissaris Pavel Telička en van 1 november 2004 tot 30 april 2006 adjunct-kabinetschef voor commissievoorzitter José Manuel Barroso. Van 1 mei 2006 tot 17 februari 2010 was hij adjunct-secretaris-generaal van de commissie. Sinds 18 februari 2010 was hij directeur-generaal van het Directoraat-Generaal Mededinging. Van 1 september 2015 tot 1 maart 2018 was hij secretaris-generaal van de Europese Commissie.
In maart 2019 werd bekendgemaakt dat Italianer is benoemd tot senior internationaal beleidsadviseur bij het internationale advocatenkantoor Arnold & Porter.

## Familie
Italianer is de zoon van Franz Italianer, directeur-generaal Europese Samenwerking van 1973 tot 1977 en secretaris-generaal op het ministerie van Buitenlandse Zaken van 1977 tot 1982. De moeder van Alexander, Fanny Italianer-de Josselin de Jong, is lid van de familie De Jong.

### Boeken en monografieën
- Alexander Italianer, Theory and Practice of International Trade Linkage Models. Springer 1986, ISBN 902473407X.
- Michel Catinat, Eric Donni en Alexander Italianer, The completion of the internal market : results of macroeconomic model simulations. Europese Commissie 1988.
- Alexander Italianer en M. Vanheukelen, De voltooiing van de Europese interne markt in een mundiale context. KULeuven, 1989.
- Peter Bekx, Anne Bucher en Alexander Italianer, The QUEST Model (version 1988). Europese Commissie, 1989.
- Alexander Italianer, 1992, Hype Or Hope: a Review. Europese Commissie 1990.
- Michael Emerson, Daniel Gros, Alexander Italianer et al., Marché unique, monnaie unique. Economica 1991.
  - Michael Emerson, Daniel Gros, Alexander Italianer et al., One Market, One Money. An Evaluation of the Potential Benefits and Costs of Forming an Economic and Monetary Union. Oxford University Press, 1992, ISBN 0198773234.